# 2-三氟甲基联苯
2-三氟甲基联苯是一种有机化合物，化学式为C13H9F3。它可由2-三氟甲基卤苯和苯硼酸经偶合反应制得，2'-三氟甲基联苯-2-甲酸的脱羧反应也能得到2-三氟甲基联苯。它和氢气在催化剂存在下反应，可以得到1-三氟甲基-2-环己基环己烷，主产物具有R,R构型。它和氢化铝锂在五氯化铌催化下反应，得到9H-芴。